# Севастьянов, Михаил Михайлович
Михаил Михайлович Севастьянов — советский хозяйственный, государственный и политический деятель.

## Биография
Родился в 1908 году. Член ВКП(б).
С 1930 года — на хозяйственной, общественной и политической работе. В 1930—1970 гг. — на хозяйственной, советской и партийной работе в сельском хозяйстве и мелиорации, 2-й секретарь Северо-Осетинского областного комитета КПСС, заместитель заведующего Отделом партийных органов ЦК КПСС по РСФСР, заместитель министра сельского хозяйства РСФСР по кадрам, начальник Управления кадров Министерства мелиорации и водного хозяйства СССР.
Избирался депутатом Верховного Совета СССР 4-го созыва.